# Ecks vs. Sever
Ecks vs. Sever est un jeu vidéo de tir à la première personne développé par Crawfish Interactive et édité par Bam! Entertainment, sorti en 2001 sur Game Boy Advance. Il est adapté sur le scénario initial du film Ballistic sorti l'année suivante. Une suite, Ballistic: Ecks vs. Sever, est sortie en 2002 et suit quant à elle le scénario final du film.

## Système de jeu
Le joueur contrôle Ecks, un agent du FBI traumatisé par la mort de sa femme et de son fils, mais également Sever, une agente de la NSA ayant fui avec son mari, chacun devant se battre contre son ancienne agence. Le jeu propose 24 missions au total, soit 12 missions par personnage, ainsi qu'une large palette d'armes à disposition du joueur. Il dispose également d'un mode multijoueurs proposant notamment les modes matchs à mort, bomb kit et assassinat.    

## Développement
Une version PlayStation 2 était en développement chez Zombie Studios mais a été annulée,.

## Accueil
Jeuxvideo.com lui donne la note de 15, soulignant des graphismes très corrects compte tenu de la console sur lequel le jeu a été publié, ainsi qu'une bonne jouabilité et une difficulté croissante. Les joueurs, quant à eux, lui ont décerné la note de 16.1. L'agrégateur de critiques Metacritic lui donne la moyenne de 80 pour des critiques généralement positives, soulignant les graphismes ainsi que la jouabilité, quand d'autres considèrent qu'il ne tient pas la comparaison avec Doom. 